# Riksby
Riksby est un quartier du district de Bromma à Stockholm en Suède.

## Description
Riksby est un quartier de Västerort. 
Riksby est limitrophe des quartiers d'Ulvsunda, Abrahamsberg, Stora Mossen, Åkeslund, Åkeshov, Norra Ängby, Bromma kyrka, Eneby, Bällsta, Mariehäll et d'Ulvsunda industriområde.

## Bâtiments
Le lotissement situé au nord du métro a été planifié en 1940 et construit pendant les années de crise. 
Les maisons se caractérisent par la pénurie de matériaux, notamment par l'absence de balcons.
Le lotissement est centré autour de Brommaplan et Drottningholmsvägen, la plupart des maisons ont été construites entre 1938 et 1943.
Le long de Drottningholmsvägen, près de Brommaplan, la première laiterie de Bromma a été construite en 1939. Ce n'est qu'en 1945 que les maisons autour de Brommaplan furent achevées et trois ans plus tard, le bâtiment de la poste et de la pharmacie fut inauguré. 
En 1956, commença la construction d'une église pour la congrégation baptiste de Bromma, l'église de Brommaplan (sv). 
Le bâtiment de l'église au rond-point Brommaplans à Drottningholmsvägen a été achevé en 1957, l'architecte était Örjan Lüning. 
Un grand hôtel a également été construit près de Brommaplan.

## Transports
Riksby compte deux stations de métro, Abrahamsberg et Brommaplan sur la ligne T17  et la ligne T19 du métro de Stockholm. 
Dans le quartier de Riksby se trouve l'aéroport de Stockholm-Bromma, ouvert à la circulation en 1936.

## Galerie

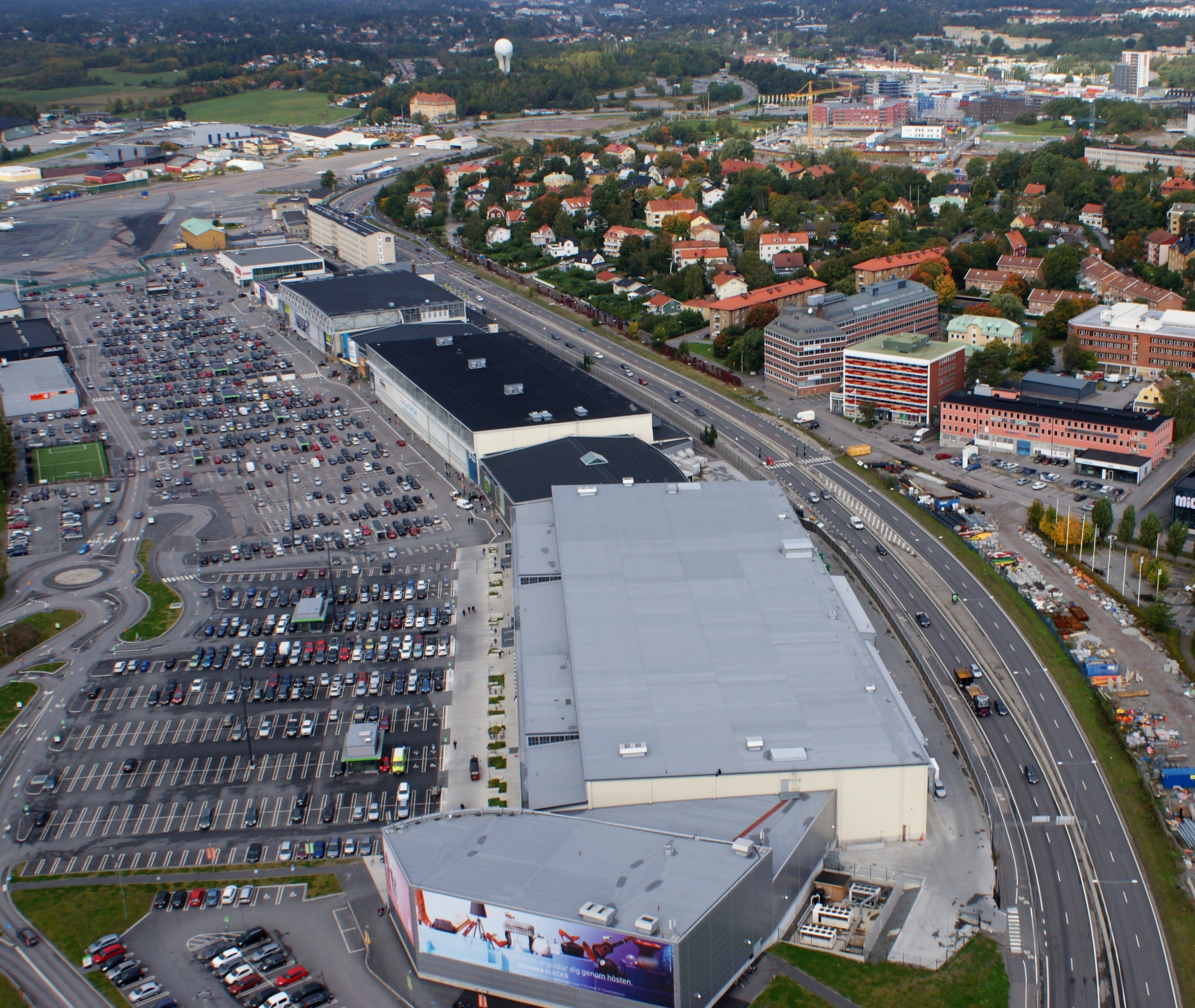
Centre commercial Bromma Blocks.
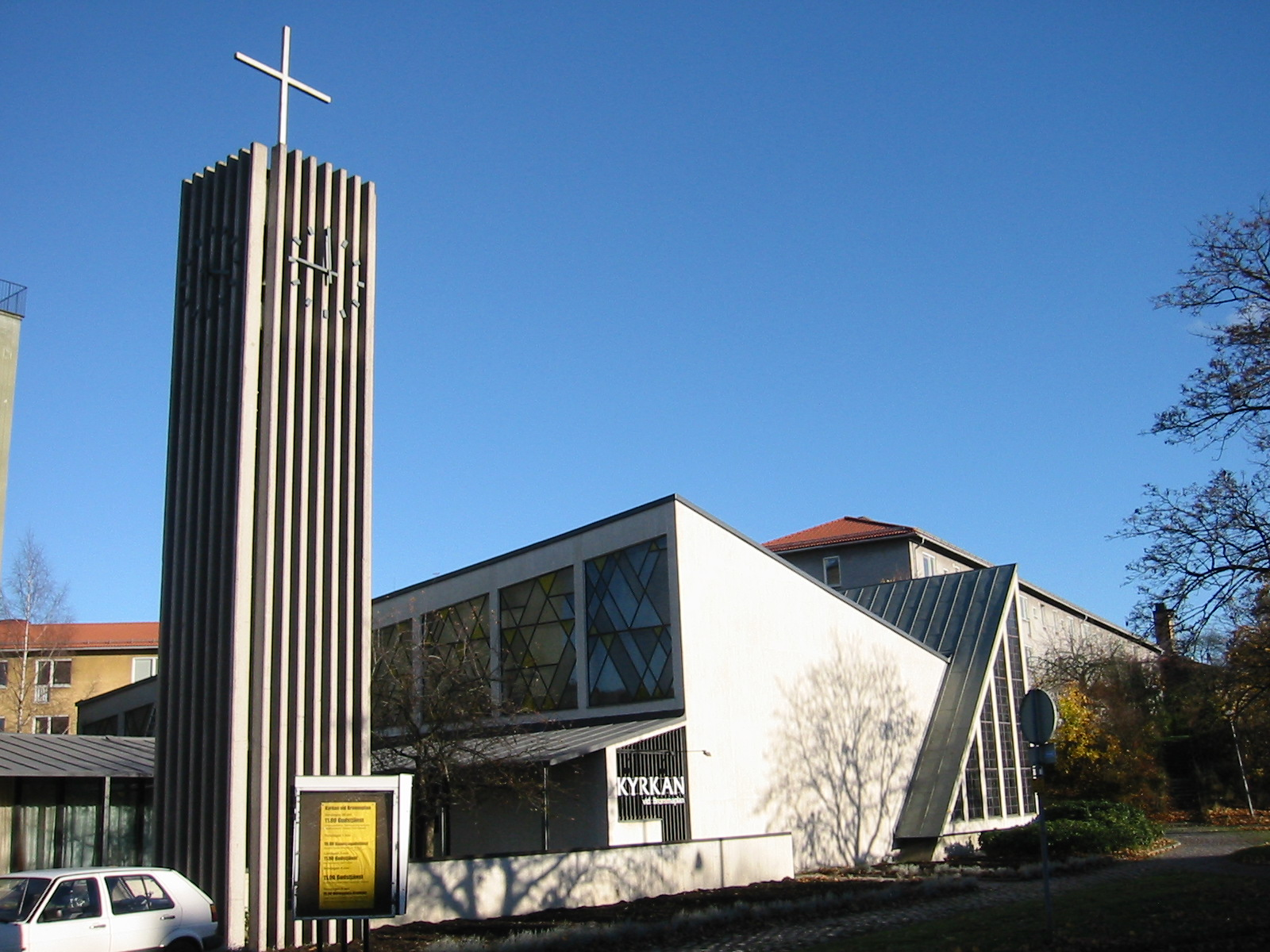
Église de Brommaplan.
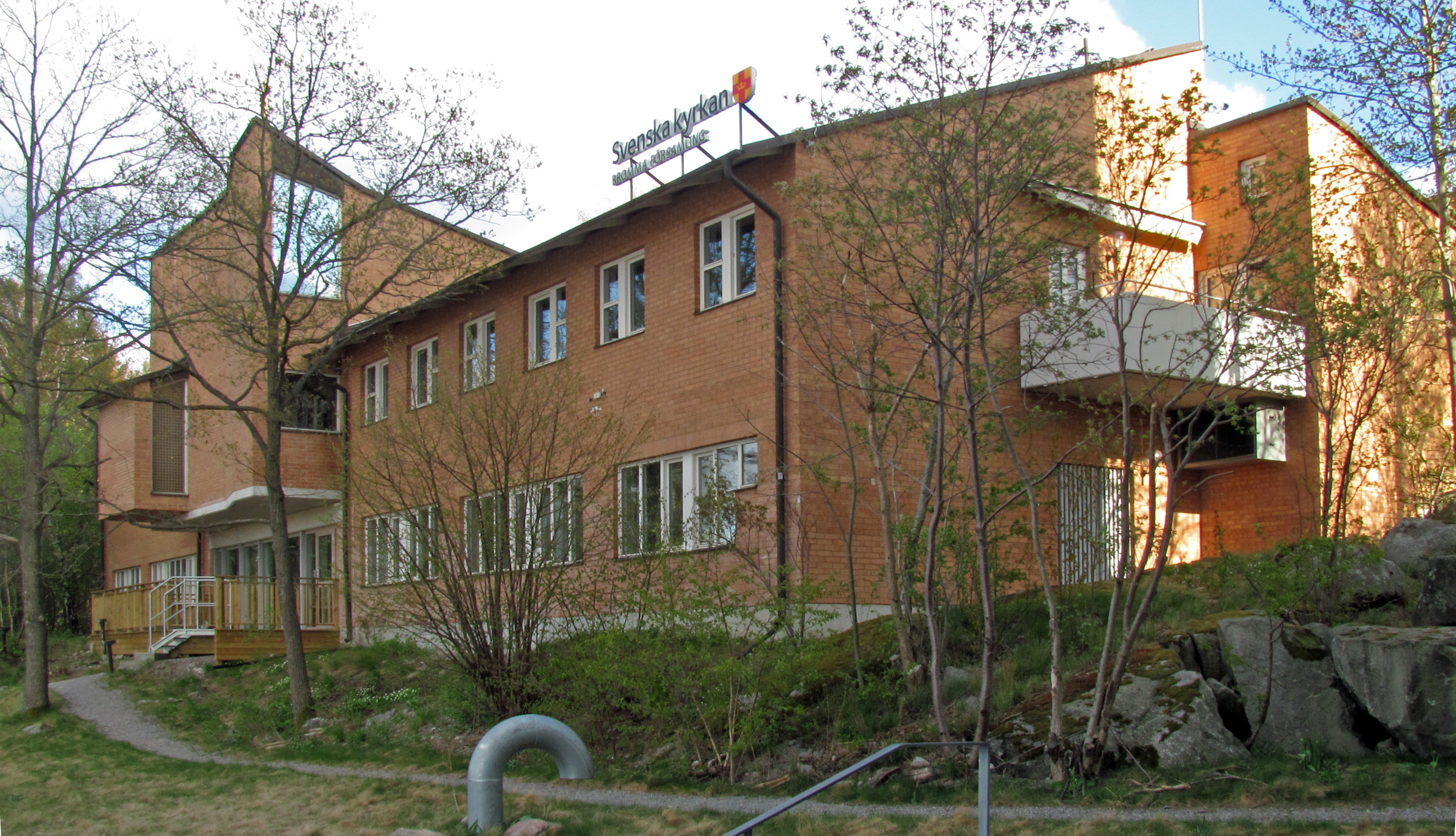
Famnen.
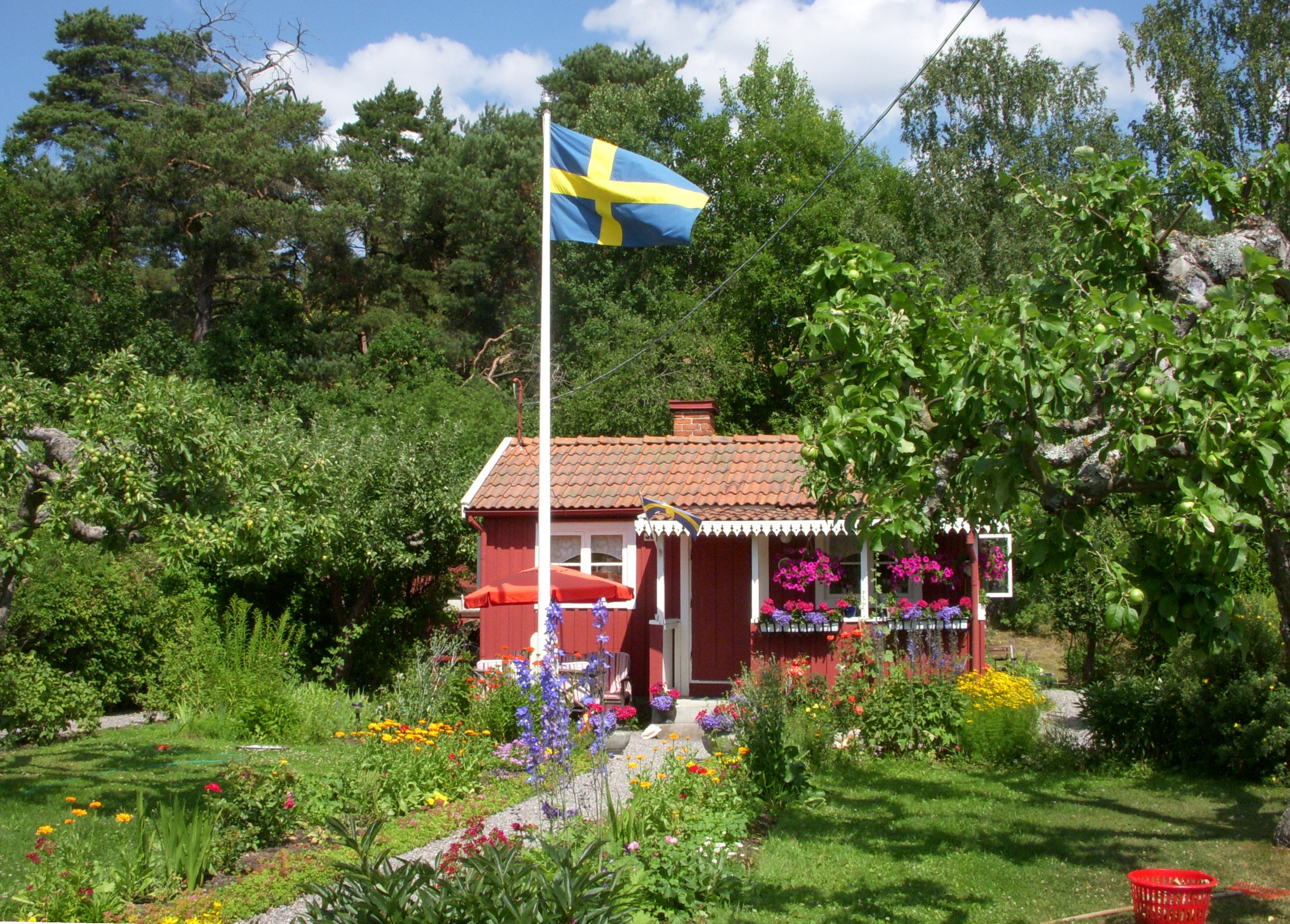
Jardins familiaux de Riksby (sv).